# Google Analytics
Google Analytics es una herramienta de analítica web de la empresa Google lanzada el 14 de noviembre de 2005. Ofrece información agrupada del tráfico que llega a los sitios web según la audiencia, la adquisición, el comportamiento y las conversiones que se llevan a cabo en el sitio web. Es una herramienta utilizada en marketing digital.
Se pueden obtener informes como el seguimiento de usuarios exclusivos, el rendimiento del segmento de usuarios, los resultados de las diferentes campañas de  marketing en línea, las sesiones por fuentes de tráfico, tasas de rebote, duración de las sesiones, contenidos visitados, conversiones (para e-commerce), etcétera. Este producto se desarrolló basándose en la compra de Urchin (hasta entonces, la mayor compañía de análisis estadístico de páginas web) por parte de Google.

## Características
Integrados con Google AdWords, los usuarios ahora pueden revisar las campañas en línea mediante el seguimiento de la calidad de la página de destino y las conversiones (objetivos). Las metas pueden incluir ventas, generación de leads, ver una página específica o descargar un archivo en particular. El enfoque de Google Analytics es mostrar datos de alto nivel, tipo tablero para el usuario ocasional, y datos más profundos en el conjunto de informes. El análisis de Google Analytics puede identificar páginas de bajo rendimiento con técnicas como la visualización de embudo, de dónde provienen los visitantes (referentes), cuánto tiempo permanecieron en el sitio web y su posición geográfica. También proporciona funciones más avanzadas, incluida la segmentación de visitantes personalizada. Los informes de comercio electrónico de Google Analytics pueden realizar un seguimiento de la actividad de ventas y el rendimiento. Los informes de comercio electrónico muestran las transacciones de un sitio, los ingresos y muchas otras métricas relacionadas con el comercio.[cita requerida]
El 29 de septiembre de 2011, Google Analytics lanzó el análisis en tiempo real, permitiendo a un usuario tener una idea de los visitantes que se encuentran actualmente en el sitio. Un usuario puede tener 100 perfiles de sitio. Cada perfil generalmente corresponde a un sitio web. Se limita a los sitios que tienen un tráfico de menos de 5 millones de visitas de página por mes (aproximadamente, 2 visitas de página por segundo), a menos que el sitio esté vinculado a una campaña de AdWords. Google Analytics incluye el Optimizador de sitios web de Google, renombrado como Experimentos de contenido de Google Analytics. Análisis de cohorte de Google Analytics, esta función ayuda a comprender el comportamiento de los grupos de componentes de usuarios, aparte de su población de usuarios. Es benéfico para los comercializadores y analistas para la implementación exitosa de una estrategia de mercadotecnia.

## Tecnología
Para la tecnología web, se comienza añadiendo un código JavaScript a cada una de las páginas que se desea analizar, al que se denomina GATC (Google Analytics Tracking Code). Éste carga algunos archivos desde los servidores Google y monitoriza para luego enviar toda esta información al servidor Google y almacenarla en la cuenta de cada usuario.
Para funcionar, el GATC carga un archivo más grande desde el servidor web de Google, y luego asigna a las variables con el número de cuenta del usuario. El archivo más grande (actualmente conocido como ga.js) es típicamente de 18 KB en tamaño y solo se descarga una vez al comienzo de la visita, ya que se almacenará en la caché durante el resto de la sesión. Como todos los sitios web que implementan Google Analytics con el código de ga.js usan el mismo archivo maestro de Google, un visitante que anteriormente hubiera visitado cualquier otro sitio con este código implementado también tendrá el archivo en el caché de su máquina. El resultado es que el aumento del tiempo de carga de la página al incluir el código es mínima.
Tiene una interfaz muy completa de informes con gráficos desarrollados en Adobe Flash. Recientemente se actualizó la interfaz pero aún está disponible la interfaz antigua habilitada.
También es posible enlazar esta herramienta con Google Search Console para obtener resultados referidos al estado del sitemap, robots.txt y estado de indexación del sitio general.

## Inserción del código ga.js
El código de Google Analytics se inserta en sitios web copiando el que ofrece la herramienta al registrar el sitio web. Sin embargo, en los sistemas de gestión de contenidos (CMS) actuales no es necesario agregar el código al sitio, sino que hay plugins y gadgets utilizados por los sitios Blogger y WordPress que simplifican esta tarea agregando únicamente el código de seguimiento provisto.
El código Google Analytics se puede también insertar usando otras herramientas gratuitas como Google Tag Manager.

## Universal Analytics
El 2 de abril de 2014, Google anunció el lanzamiento completo de la última actualización de Analytics, que es a su vez la más importante que ha realizado hasta la fecha: Universal Analytics.
Con esta actualización, la herramienta ofrece más funciones e información más precisa.
El principal objetivo de Universal Analytics es ofrecer información más completa sobre los usuarios, tratando de relacionar las sesiones en diferentes dispositivos (pc, tablet, teléfono inteligente, etc.) con usuarios únicos, ya que Google entiende que un mismo usuario puede visitar un mismo sitio web desde los diferentes dispositivos con los que accede a internet.
Con este cambio, Google Analytics pretende llegar a entender de una forma más global y completa el comportamiento de los usuarios en los diferentes sitios web, aportando información más precisa a los administradores de los sitios web.

## Google Analytics 4
El 14 de octubre de 2020 Google anuncia el lanzamiento de Google Analytics 4 (GA4), evolución de las propiedades Web+App que se centra en la medición de eventos y el análisis del comportamiento de los usuarios, en lugar de las visitas de páginas y sesiones.
GA4 es ahora la experiencia predeterminada para las nuevas propiedades y sustituyó a Universal Analytics, que ya no recibe más actualizaciones.
Universal Analytics dejó de estar operativa el 1 de julio de 2023. A partir de la semana del 1 de julio de 2024, no será posible acceder a ninguna propiedad de Universal Analytics ni a su API (ni siquiera con acceso de solo lectura) y todos los datos serán eliminados; el cierre completo de Universal Analytics se completará en una semana.

## Preguntas frecuentes sobre Google Analytics 4

### ¿Qué hace GA4? ¿Para que sirve Google Analytics 4?[10]
Google Analytics 4 (GA4) es una plataforma de análisis web que ayuda a los propietarios de sitios web y aplicaciones a comprender el comportamiento de los usuarios. Esta herramienta, utiliza un modelo de datos basado en eventos para recopilar datos sobre el comportamiento de los usuarios, lo cual representa una gran mejora sobre versiones anteriores.
GA4 ofrece una serie de funciones y capacidades, incluyendo:
- Informes: GA4 ofrece un conjunto de informes predeterminados que se basan en los objetivos del análisis web. Los usuarios también pueden crear informes personalizados.
- Métricas y dimensiones: GA4 tiene un conjunto de métricas y dimensiones que se centran en el comportamiento de los usuarios.
- Integración con otras herramientas: GA4 se integra con una serie de otras herramientas de análisis y marketing.

Adicionalmente, GA4 está diseñado para ser más respetuoso con la privacidad que las versiones anteriores de Google Analytics ya que utiliza un modelo de datos basado en eventos, en lugar de un modelo de datos basado en sesiones esto significa que GA4 no recopila datos sobre las sesiones de los usuarios.
GA4 también ofrece una serie de funciones y capacidades para ayudar a las empresas a cumplir con las regulaciones de privacidad. Estas funciones incluyen:
- Análisis de privacidad: Esta función permite a las empresas ver cómo sus datos se utilizan para crear informes.
- Controles de privacidad: Esta función permite a las empresas controlar cómo se recopilan y utilizan sus datos.

### ¿Qué es Google Signals en GA4?
Google Signals es una función de GA4 que permite a los webmasters recopilar datos de usuarios que han iniciado sesión en Google. Estos datos pueden utilizarse para crear informes personalizados y para mejorar la precisión de los informes de GA4. Google Signals utiliza datos de usuarios que han iniciado sesión en Google, como su ID de usuario, su historial de búsqueda y su actividad en otros productos de Google, los cuales pueden utilizarse para crear informes personalizados sobre el comportamiento de los usuarios, como qué páginas han visitado, qué productos han comprado y qué campañas publicitarias han visto.
Lo más importante de todo, es que Google Signals mejora la precisión de los informes de GA4 ya que viene a de-duplicar usuarios que navegan entre distintos dominios y apps que no han iniciado sesión en Google

### ¿Qué es el flujo de datos en GA4?
Un flujo de datos en GA4 es un conjunto de datos que se recopilan de una fuente específica. Una fuente puede ser un sitio web, una aplicación, un dispositivo o una plataforma de terceros.
Cada flujo de datos tiene un conjunto de dimensiones y métricas únicas que se utilizan para medir el comportamiento de los usuarios. Las dimensiones son las características de los usuarios o de sus interacciones, mientras que las métricas son las cantidades que se miden.

### ¿Qué es la medición mejorada en GA4?
La medición mejorada en GA4 es una función que permite a los usuarios recopilar datos de usuarios que no han iniciado sesión en Google. Estos datos se pueden utilizar para crear informes personalizados y para mejorar la precisión de los informes de GA4. La medición mejorada utiliza una serie de técnicas para recopilar datos de usuarios que no han iniciado sesión en Google, como:
- ID de usuario anónimo: GA4 asigna a cada usuario un ID de usuario anónimo que se utiliza para identificar al usuario en los informes.
- Datos de dispositivo: GA4 recopila datos del dispositivo del usuario, como el modelo de dispositivo, el sistema operativo y la ubicación.
- Datos de comportamiento: GA4 recopila datos del comportamiento del usuario, como qué páginas han visitado, qué productos han comprado y qué campañas publicitarias han visto.

Para mas información aquí un listado de más preguntas sobre Google Analytics 4